# 聖卡塔利娜 (胡胡伊省)

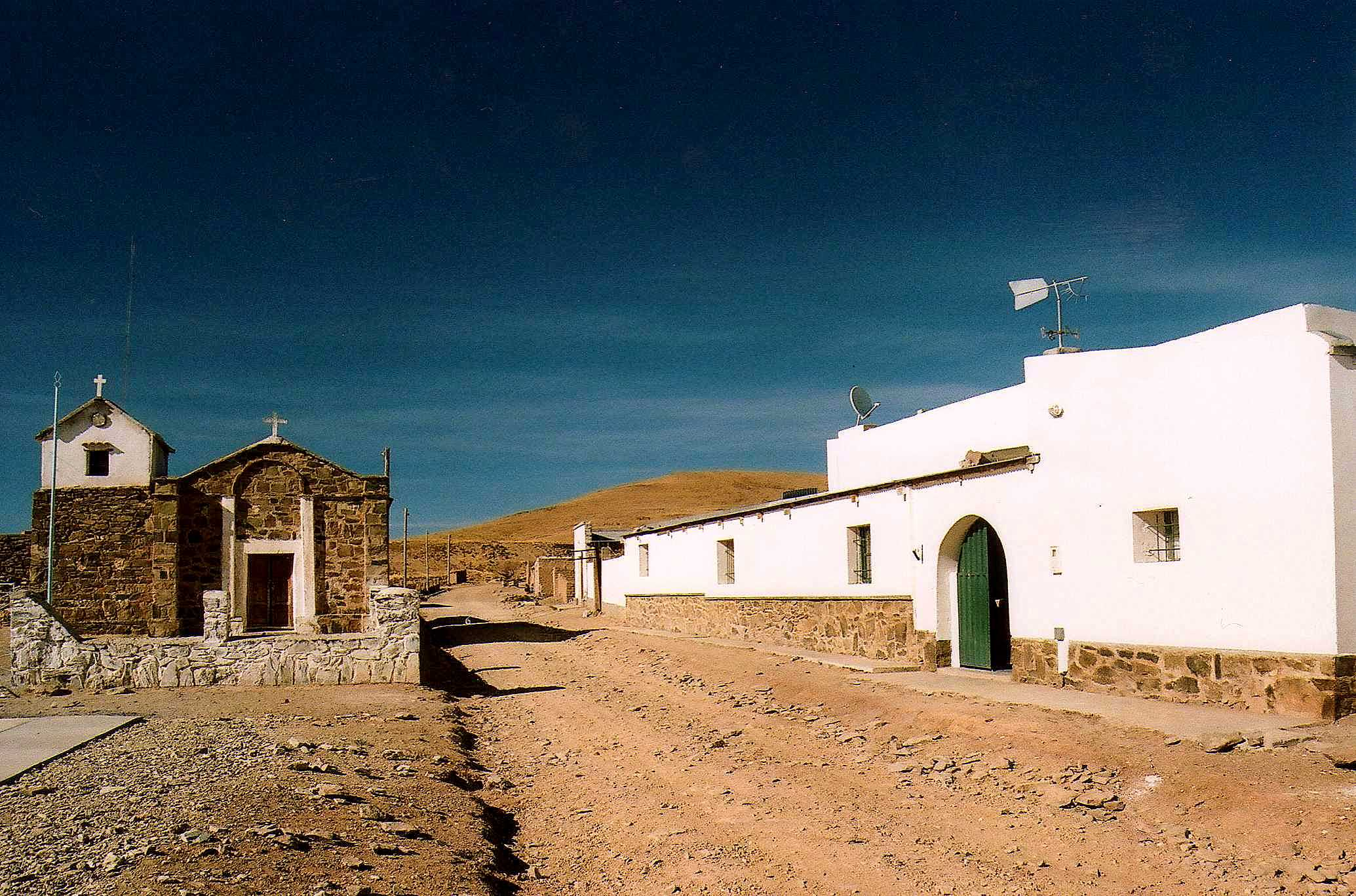
聖卡塔利娜

聖卡塔利娜（西班牙語：Santa Catalina），是阿根廷的城鎮，位於該國西北部胡胡伊省，是聖卡塔利娜縣的首府，始建於1920年12月5日，海拔高度3,770米，該地區的地震活動頻繁和低強度，2001年人口1,955。